# Dawit Siradse
Dawit Siradse (georgisch დავით სირაძე; * 21. Oktober 1981 in Tiflis, Georgische SSR; UEFA-Schreibweise David Siradze) ist ein ehemaliger georgischer Fußballspieler.

## Karriere
Dawit Siradse stammt aus der Jugend von Dinamo Tiflis, wo er neben seiner Leihstation 35-STU, kurzer Zeit bei der zweiten Kampfmannschaft und einigen Jahren in der Türkei im Jahre 2001 den Weg ins Profiteam von Dinamo Tiflis fand. Er war auch U-21-Nationalspieler für Georgien. Seine ersten Auslandsstationen waren Erzurumspor und der 1. FC Union Berlin in der Saison 2003/2004, der damals in der Zweiten Bundesliga in Deutschland spielte. Nach dessen Abstieg wechselte er zu Eintracht Trier, wo er nach einem Jahr im Sommer 2005 ebenfalls abstieg. Daraufhin kehrte Siradse zurück in seine Heimat Georgien und spielte ein halbes Jahr für Lokomotive Tiflis. Im Januar 2006 wurde er dann vom FC Erzgebirge Aue zurück nach Deutschland geholt. Zur Saison 2007/08 wechselte er ablösefrei zum Zweitligaklub SC Paderborn 07. Er unterschrieb einen Zweijahresvertrag, der allerdings bereits im Februar 2008 in beiderseitigem Einvernehmen wieder aufgelöst wurde, so dass sein 0:1-Siegtreffer in der ersten Runde des DFB-Pokals bei der U23 von Bayer Leverkusen sein einziger Treffer im SCP Trikot blieb. Im März 2008 wechselte Siradse in die russische Premjer-Liga zu Spartak Naltschik. 2014 verließ er den Verein und spielte noch jeweils eine halbe Saison für Sioni Bolnissi und FC Dacia Chișinău, ehe er im Sommer 2015 seine Karriere beendete.

### Erfolge
- Georgischer Meister 2003 mit Dinamo Tiflis